# Quận Webster, Nebraska
Quận Webster là một quận thuộc tiểu bang Nebraska, Hoa Kỳ.
Quận này được đặt tên theo. Theo điều tra dân số của Cục điều tra dân số Hoa Kỳ năm 2000, quận có dân số 4061 người. Quận lỵ đóng ở Red Cloud6.

## Địa lý
Theo Cục điều tra dân số Hoa Kỳ, quận có diện tích 1489 km2, trong đó có 0 km2 là diện tích mặt nước.

### Quận giáp ranh
- Quận Adams, Nebraska - bắc
- Quận Clay, Nebraska - đông bắc
- Quận Nuckolls, Nebraska - đông
- Quận Jewell, Kansas - đông nam
- Quận Smith, Kansas - tây nam
- Quận Franklin, Nebraska - tây
- Quận Kearney, Nebraska - tây bắc

## Thông tin nhân khẩu
Theo điều tra dân số 2 năm 2000, đã có 4.061 người, 1.708 hộ gia đình, và 1.118 gia đình sống trong quận hạt. Mật độ dân số là 7 người trên một dặm vuông (3/km ²). Có 1.972 đơn vị nhà ở mật độ trung bình của 3 trên một dặm vuông (1/km ²). Cơ cấu chủng tộc của quận đã bao gồm 98,10% người da trắng, 0,15% da đen hay Mỹ gốc Phi, 0,27% người Mỹ bản xứ, 0,47% châu Á, Thái Bình Dương 0,07%, 0,22% từ các chủng tộc khác, và 0,71% từ hai hoặc nhiều chủng tộc. 0,54% dân số là người Hispanic hay Latino thuộc một chủng tộc nào. 50,7% là của Đức, Anh 9,7%, 8,3% và 7,6% người Mỹ gốc Ailen theo điều tra dân số năm 2000.
Có 1.708 hộ, trong đó 26,80% có trẻ em dưới 18 tuổi sống chung với họ, 57,70% là đôi vợ chồng sống với nhau, 5,00% có nữ hộ và không có chồng, và 34,50% là không gia đình. 32,60% hộ gia đình đã được tạo ra từ các cá nhân và 17,90% có người sống một mình 65 tuổi hoặc lớn tuổi hơn là người. Cỡ hộ trung bình là 2,28 và cỡ gia đình trung bình là 2,89.
Trong quận tháp tuổi dân số được trải ra với 23,60% dưới độ tuổi 18, 4,60% 18-24, 22,90% 25-44, 24,60% từ 45 đến 64, và 24,30% từ 65 tuổi trở lên người. Độ tuổi trung bình là 44 năm. Đối với mỗi 100 nữ có 92,70 nam giới. Đối với mỗi 100 nữ 18 tuổi trở lên, đã có 91,60 nam giới.
Thu nhập trung bình cho một hộ gia đình trong quận đã được $ 30.026, và thu nhập trung bình cho một gia đình là $ 36.513. Phái nam có thu nhập trung bình $ 26.555 so với 18.480 $ cho phái nữ. Thu nhập bình quân đầu người là 16.802 $. Có 7,70% gia đình và 11,20% dân số sống dưới mức nghèo khổ, bao gồm 13,50% những người dưới 18 tuổi và 10,50% của những người 65 tuổi hoặc hơn.